# 오주포
오주포(1973년 6월 21일 ~ )은 대한민국의 전 축구 선수 및 현 지도자이다.